# Liste des films soviétiques sortis en 1974
Cet article présente une liste de films produits ou sortis en Union soviétique en 1974.

## 1974
Les titres en français sont en grande majorité des traductions automatiques et non les titres attribués par les distributeurs dans les pays francophones.
Pour le classement annuel, la liste des titres a été établie en se basant sur les répertoires des pages Wikipédia en russe complétées par les listes des sites «kino-teatr» et «kinopoisk» d'où le nombre important de films que l'on trouve dans les références.
Pour les titres où l'on manque de précisions, seule l'année est indiquée : année de réalisation, année de sortie ou les deux ?. Bien que cela puisse paraître superflu, 1974 est inscrit pour chacun de ces titres pour montrer que la vérification a été faite.
On remarque que, la plupart du temps, il n'y a pas de première pour les courts métrages ainsi que pour les dessins animés et les documentaires de courte durée.
| Titre | Titre original | Date de sortie                            | Réalisateur |
| --- | --- | ----------------------------------------- | --- |
| Abou Raïkhan Berouni | ru:Абу Райхан Беруни (фильм)                                                                                            | 7 aout 1974 à Tachkent                    | Choukhrat Abbassov |
| Acteur | ru:Исполняющий обязанности (фильм)                                                                                      | 22 juillet 1974                           | Irina Igorevna Povolotskaïa (ru) |
| Les Affaires de cœur | ru:Дела сердечные | 22 avril 1974                             | Ajdar Ibrahimov |
| Agate rouge | ru:Красный агат (фильм, 1973)                                                                                           | 23 avril 1974                             | Boris Konstantinovitch Chadourski, Sergueï Aleksandrovitch Nilov et Aleksandr Pologov                                                                 |
| Alarme 1er épisode de J'ai pensé à Kovpake (ru) | ru:Набат | 8 octobre 1974                            | Timofeï Vassilievitch Levtchouk (ru) |
| Alionouchka et le soldat | ru:Алёнушка и солдат (мультфильм)                                                                                       | 1974                                      | Iouri Nikolaïevitch Elisseïev |
| Ambiance lyrique | ru:Лирическое настроение (фильм, 1974)                                                                                  | 1974                                      | Piotr Ivanovitch Jouravliov |
| L'amour est une mélodie | ru:Любовь - мелодия (фильм, 1974)                                                                                       | 1974                                      | Iouri Naoumovitch Doubravine |
| Aniskine et Fantomas | ru:Анискин и Фантомас                                                                                                   | 13 avril 1974 à la télévision             | Vitali Nikolaïevitch Ivanov (ru), Mikhaïl Jarov et Vladimir Abramovitch Rapoport (ru)                                                                 |
| Anor | ru:Анор (фильм, 1973)                                                                                                   | septembre 1974 à Moscou                   | Alicher Khamdamov |
| À propos de ceux dont je me souviens et que j'aime | ru:О тех, кого помню и люблю                                                                                            | 4 février 1974                            | Natalia Vladimirovna Trochtchenko (ru) et Anatoli Timofeïevitch Vekhotko (ru)                                                                         |
| À propos de Vitia, de Macha et des Marines | ru:Про Витю, про Машу и морскую пехоту                                                                                  | 26 aout 1974                              | Mikhaïl Nikolaïevitch Ptachouk (ru) |
| Arrêtez Potapov ! | ru:Остановите Потапова!                                                                                                 | 1974                                      | Vadim Abdrachitov |
| As-tu déjà aimé ? | ru:А вы любили когда-нибудь?                                                                                            | 14 janvier 1974                           | Igor Vladimirovitch Oussov (ru) |
| Attends un peu ! (numéro 8) | ru:Ну, погоди! (выпуск 8)                                                                                               | 5 janvier 1974                            | Viatcheslav Kotionotchkine |
| Automne | ru:Осень (фильм, 1974)                                                                                                  | 19 septembre 1974                         | Andreï Smirnov |
| Avec joie et courage | ru:С весельем и отвагой                                                                                                 | 29 avril 1974                             | Alekseï Nikolaïevitch Sakharov (ru) |
| Avec toi et sans toi | ru:С тобой и без тебя (фильм, 1973)                                                                                     | 6 mai 1974                                | Rodion Nakhapetov |
| Les Aventures de Münchhausen (L'ïle merveilleuse) 3e film | ru:Приключения Мюнхаузена (Чудесный остров)                                                                             | 1974                                      | Anatoli Ivanovitch Soline (ru) |
| Les Aventures de Münchhausen (Paon) 4e film | ru:Приключения Мюнхаузена (Павлин )                                                                                     | 1974                                      | Natan Oziassovitch Lerner (ru) |
| Les Aventures de Tchitchikov. Manilov | ru:Похождения Чичикова. Манилов                                                                                         | 2 janvier 1974                            | Vladimir Petrovitch Danilevitch (ru) et Boris Stepantsev                                                                                              |
| Les Aventures de Tchitchikov. Nozdriov | ru:Похождения Чичикова. Ноздрёв                                                                                         | 1974                                      | Vladimir Petrovitch Danilevitch (ru) et Boris Stepantsev                                                                                              |
| Les Aventures du bébé hippopotame | ru:Приключения малыша Гиппопо                                                                                           | 1974                                      | Vladimir Maksimovitch Gontcharov (ru) |
| Avoir peur du chagrin, ce n'est pas voir le bonheur | ru:Горя бояться — счастья не видать                                                                                     | 30 décembre 1974 à la télévision à Moscou | Viktor Tourov |
| Le Baiser de Tchanita | ru:Поцелуй Чаниты | 16 septembre 1974                         | Evgueni Firsovitch Cherstobitov (ru) |
| Bal à l'opéra | ru:Оперный бал | 1974                                      | Virve Aleksandrovna Arouoïa (ru) |
| Ballade de Colchide | uk:Колхідська балада | 1974                                      | Guenrikh Chotaïevitch Khodjava (ru) |
| Belle-mère | ru:Тёща (фильм, 1973)                                                                                                   | 22 avril 1974                             | Sergueï Ivanovitch Splochnov (ru) |
| Bim, Bam, Bom et le loup | ru:Бим, Бам, Бом и волк                                                                                                 | 1974                                      | Lidia Viktorovna Sourikova (ru) |
| Biosphère ! Le temps de la prise de conscience | ru:Биосфера! Время осознания                                                                                            | 1974                                      | Felix Sobolev |
| Le Blocus | ru:Блокада (киноэпопея)                                                                                                 | 1er décembre 1974                         | Mikhaïl Ivanovitch Ierchov (ru) |
| Bonjour, docteur ! | ru:Здравствуйте, доктор!                                                                                                | 28 juin 1974 à la télévision              | Vassili Nikolaïevitch Levine (ru) |
| Bourionouchka | ru:Бурёнушка | 1974                                      | Valeri Ivanovitch Fomine (ru) |
| Brigade des camarades | ru:Товарищ бригада | 2 janvier 1974 à la télévision            | Grigori Iossifovitch Lipchits (ru) |
| Camarade général | ru:Товарищ генерал (фильм)                                                                                              | 7 janvier 1974                            | Teodor Iourievitch Voulfovitch (ru) |
| Caravane | ru:Караван (фильм, 1973)                                                                                                | 16 avril 1974 à Moscou                    | Outchkoun Egamberdievitch Nazarov (ru) |
| Carrousel lion | ru:Карусельный лев | 1974                                      | Vladimir Petrovitch Danilevitch (ru) |
| Cascade | ru:Водопад (фильм, 1973)                                                                                                | 30 juin 1974 à Moscou                     | Iouri Aleksandrovitch Boretski (ru) |
| Casse-toi une jambe ! ou Ni duvet ni plume | ru:Ни пуха, ни пера! | 16 décembre 1974                          | Viktor Mikhaïlovitch Ivanov (ru) |
| Ce bizarre Andersen | ru:Этот чудак Андерсен (фильм, 1974)                                                                                    | 1974                                      | Mikhaïl Valerianovitch Falkine (ru) |
| C'est notre maison | ru:Здесь наш дом | 4 février 1974                            | Viktor Fiodorovitch Sokolov (ru) |
| C'est plus fort que moi | ru:Это сильнее меня | 4 mars 1974                               | Fiodor Ivanovitch Filippov (ru) |
| Le Chagrin de Fedorino | ru:Федорино горе (мультфильм)                                                                                           | 1974                                      | Natalia Mikhaïlovna Tchervinskaïa (ru) |
| Le Chamelon blanc | ru:Белый верблюжонок | 1974 à la télévision                      | Zinovi Aleksandrovitch Roïzman (ru) |
| Chansons coquines | ru:Озорные частушки (фильм,1973)                                                                                        | 1974                                      | Vera Mikhaïlovna Tokareva (ru) |
| Les Chansons d'Alkina | ru:Алкины песни | 17 janvier 1974                           | Vladimir Ermoliev |
| Chaos | ru:Хаос (фильм, 1973)                                                                                                   | 14 novembre 1974                          | Laert Vagharchian |
| Chapokliak | ru:Шапокляк (мультфильм)                                                                                                | 6 juin 1974                               | Roman Katchanov |
| Chaque jour de la vie | ru:Каждый день жизни | 16 septembre 1974                         | Taïmouraz Aleksandrovitch Zoloïev (ru) |
| Chaque jour du docteur Kalinnikova | ru:Каждый день доктора Калинниковой                                                                                     | 10 juin 1974                              | Viktor Titov |
| Chien salé | ru:Солёный пёс (фильм)                                                                                                  | 23 décembre 1974                          | Nikolaï Nikolaïevitch Kochelev |
| Chronique des jours d'Erevan | ru:Хроника ереванских дней                                                                                              | janvier 1974 à Erevan                     | Frounze Vaguinakovitch Dovlatian (ru) |
| Ciel brisé | ru:Расколотое небо (фильм, 1974)                                                                                        | 4 décembre 1974                           | Mariïonas Vintsovitch Guedris (ru) |
| Ciment | ru:Цемент (фильм, 1973)                                                                                                 | 7 novembre 1974 à la télévision           | Aleksandr Issaakovitch Blank (ru) et Sergueï Iakovlevitch Linkov (ru)                                                                                 |
| Cinq pour l'été | ru:Пятёрка за лето | 5 novembre 1974                           | Leonid Pavlovitch Makarytchev (ru) |
| La Cité secrète | ru:Засекреченный город                                                                                                  | 30 décembre 1974                          | Mikhaïl Iossifovitch Iouzovski (ru) |
| Clicks | ru:Щелчки (фильм, 1973)                                                                                                 | janvier1974                               | Rezo Parmenovitch Essadze (ru) |
| Climat maritime | ru:Приморский климат (фильм)                                                                                            | 1974                                      | Rolands Kalniņš |
| Colas Breugnon | uk:Кола Брюньон | 1974                                      | Irene Liaian et Mati Pyldre (ru) |
| Colère | ru:Гнев (фильм, 1974)                                                                                                   | 16 septembre 1974                         | Nikolaï Trofimovitch Guibou et Leonid Ivanovitch Proskourov                                                                                           |
| Comment la chèvre tenait la Terre | ru:Как козлик землю держал                                                                                              | 1974                                      | Vladimir Polkovnikov |
| Comment le lionceau et la tortue ont chanté une chanson | ru:Как Львёнок и Черепаха пели песню                                                                                    | 22 juillet 1974                           | Inessa Alekseïevna Kovalevskaïa (ru) |
| Comptez vos poulets avant qu'ils n'éclosent | ru:Цыплят по осени считают                                                                                              | 2 mars 1974 à la télévision à Moscou      | Oļģerts Dunkers |
| Confusion | ru:Путаница (мультфильм)                                                                                                | 1974 à la télévision                      | Galina Sergueïevna Barinova (ru) |
| Conscience | ru:Совесть (телесериал)                                                                                                 | 26 aout 1974 à la télévision en URSS      | Iouri Sergueïevitch Kavtaradze (ru) |
| Considérez-moi comme un adulte | ru:Считайте меня взрослым (фильм, 1974)                                                                                 | 30 décembre 1974 en URSS                  | Dmitri Leontievitch Kroupko |
| Conte après conte, réunion de deux dessins animés : La Chèvre et le Bélier et Pierre le joyeux farceur)                                                                                 | ru:Сказка за сказкой (мультфильм)(Козёл да баран, Петер — весёлый обманщик)                                             | 1974 à la télévision                      | le 1er réalisé par Jolt Rikhli et le second par Vladimir Izraïleviych Pekar (ru)et Vladimir Popov                                                     |
| La Dague | ru:Кортик (фильм, 1973)                                                                                                 | 4 juin 1974 à la télévision               | Nikolaï Artemievitch Kalinine (ru) |
| Dans les montagnes, les rivières sont tumulteuses | ru:В горах реки бурные (фильм,1974)                                                                                     | 1974                                      | Vladimir Aleksandrovitch Tchebotariov (ru) |
| La Découverte | ru:Открытие (фильм, 1973)                                                                                               | 22 juillet 1974                           | Baras Tsyretarovitch Khalzanov (ru) |
| Le Dernier Exploit de Kamo | ru:Последний подвиг Камо                                                                                                | 26 aout 1974 à Moscou                     | Stepan Agabekovitch Kevorkov (ru) et Grigori Gueorguievitch Melik-Avakian (ru)                                                                        |
| De si hautes montagnes | ru:Такие высокие горы                                                                                                   | 2 septembre 1974 en URSS                  | Ioulia Solntseva |
| Deux jours d'anxiété | ru:Два дня тревоги | 20 mai 1974                               | Aleksandr Vladimirovitch Sourine (ru) |
| Dimitrie Cantemir | ru:Дмитрий Кантемир (фильм)                                                                                             | 16 septembre 1974 en URSS                 | Vlad Ioviță et Vitali Anatolievitch Kalachnikov (ru)                                                                                                  |
| Docker | ru:Докер (фильм, 1973)                                                                                                  | 11 février 1974                           | Iouri Anatolievitch Rogov |
| L'Ėcho de l'amour | ru:Эхо любви (фильм, 1974)                                                                                              | 1974 à la télévision                      | Bolotbek Chamchiev |
| Les Enfants de Vaniouchine | ru:Дети Ванюшина (фильм)                                                                                                | 11 février 1974                           | Evgueni Tachkov |
| L'Enlèvement de la lune | ru:Похищение луны (фильм)                                                                                               | 8 juillet 1974 à Moscou                   | Tamaz Meliava |
| Est-ce que tu as un soleil ? | ru:А у тебя есть солнце?                                                                                                | 1974                                      | Anatoli Alekseïevitch Aliachev (ru) |
| Et là-bas, au bord de l'Océan Pacifique... | ru:И на Тихом океане...                                                                                                 | 14 janvier 1974                           | Iouri Tchoulioukine |
| Et puis j'ai dit non... | ru:И тогда я сказал — нет…                                                                                              | 14 janvier 1974                           | Pavel Oganezovitch Arsenov (ru) |
| Les Excentriques | ru:Чудаки (фильм, 1973)                                                                                                 | 20 janvier 1974                           | Eldar Chenguelaia |
| Le Féroce | ru:Лютый (фильм) | 8 avril 1974                              | Tolomouch Okeev |
| La Fiancée du diable | ru:Чёртова невеста (фильм, 1974)                                                                                        | 1er décembre 1974                         | Vitaougas-Arounas Prano Jebriounas |
| Flamant rose, oiseau rose | ru:Фламинго, розовая птица                                                                                              | 22 avril 1974                             | Tofiq Taghizadeh |
| La Fleur magique | ru:Волшебный цветок (фильм, 1974)                                                                                       | 1974                                      | Elizaveta Bensionovna Kimiagarova (ru) |
| Les Frères coquins | ru:Озорные братья (фильм,1973)                                                                                          | 28 octobre 1974 à Moscou                  | Khaïyt Moukhammedovitch Iakoubov et Kakov Orazsiakhedov                                                                                               |
| Gaïguysyz Atabaïev | ru:Гайгысыз Атабаев (фильм, 1974)                                                                                       | 1974                                      | Ovliakouli Kouliev |
| Le Garçon à l'âne | ru:Мальчик с осликом | février 1974 à Moscou                     | Khalmamed Kakabaïev (ru) |
| Le garçon s'appelait capitaine | ru:Мальчишку звали Капитаном                                                                                            | 8 avril 1974                              | Mark Vladimirovitch Tolmatchiov (ru) |
| Les Gars de la rue des Lilas | ru:Ребята с Сиреневой улицы                                                                                             | 2 décembre 1974                           | Ninel Todorovna Nenova (ru) |
| Le Grand Dompteur | ru:Великий укротитель (фильм, 1974)                                                                                     | 25 décembre 1974 à la télévision          | Gueorgui Mikhaïlovitch Ovtcharenko (ru) |
| Le Grand-père de l'ailier gauche | ru:Дед левого крайнего                                                                                                  | 1974                                      | Leonid Ossyka |
| Grand-père sibérien | ru:Сибирский дед | 1er février 1974 à Tbilissi               | Gueorgui Kalatozichvili |
| Le Grand Saut | ru:Большой трамплин (фильм)                                                                                             | 20 mai 1974                               | Leonid Vladimirovitch Martyniouk (ru) |
| Haut Rang « Pour la vie sur Terre » 2e épisode de la série | ru:Высокое звание «Ради жизни на земле»                                                                                 | 6 mai 1974                                | Evgueni Efimovitch Karelov (ru) |
| Le Héron et la Cigogne | ru:Цапля и журавль | 1974                                      | Iouri Norstein |
| Les hirondelles arrivent au printemps film à sketchs avec Alouette, Alionka et Hirondelles                                                                                              | ru:Ласточки прилетают весной (киноальманах)(фильм, 1974) (''Жаворонок'', ''Алёнка'' и ''Ласточки''                      | 12 décembre 1974                          | Khadji Akhmar (ru) |
| Histoires drôles (film, 1973) | ru:Весёлые истории (фильм, 1973)                                                                                        | juillet 1974 à la télévision à Vilnius    | Alguimantas Adolfo Koundialis (ru), Guitis Romoualdo Loukchas et Stanislavas Antano Moteïounas                                                        |
| Ias et Ianina | ru:Ясь и Янина | 1er septembre 1974 à la télévision        | Iouri Nikolaïevitch Tsvetkov (ru) |
| Identification | ru:Опознание (фильм, 1973)                                                                                              | 2 décembre 1974                           | Leonid Issaakovitch Menaker (ru) |
| Il est encore temps | ru:Ещё можно успеть | 4 novembre 1974                           | Ilia Iakovlevitch Gourine (ru) |
| Incendie | ru:Огонь (фильм, 1973)                                                                                                  | 29 juillet 1974                           | Iouri Semionovitch Lyssenko (ru) |
| L'Incident | ru:Происшествие (фильм, 1974)                                                                                           | 5 novembre 1974 à la télévision           | Boris Dourov |
| Les Incroyables Aventures d'Italiens en Russie | ru:Невероятные приключения итальянцев в России                                                                          | 31 janvier 1974 à Rome                    | Francesco Prosperi et Eldar Riazanov |
| J'ai grandi au bord de la mer ou Le Rivage des souvenirs | ru:Я вырос у моря (фильм, 1972)                                                                                         | 22 avril 1974                             | Yalchin Efendiyev (az) (nom en français obtenu par transcription automatique)                                                                         |
| J'ai un ami | ru:Есть у меня друг | 12 juin 1974                              | Ioulia Toltchina |
| Je chevaucherai l'arc-en-ciel | ru:Скачу за радугой (фильм, 1973)                                                                                       | 3 mai 1974 à la télévision                | Guerman Petrovitch Loupekine (ru) |
| Je sers à la frontière | ru:Я служу на границе                                                                                                   | 6 mai 1974                                | Naoum Borissovitch Birman (ru) |
| Je te donne une étoile | ru:Дарю тебе звезду | 1974                                      | Fiodor Khitrouk |
| Jeux dangereux | ru:Опасные игры (фильм, 1974)                                                                                           | 22 aout 1974 à Tallinn                    | Velio Karlovitch Kiasper (ru) |
| Je viens vous donner la liberté (En 1974, on a édité le script de ce film qui n'a pas été tourné)                                                                                       | ru:Я пришёл дать вам волю (сценарий)                                                                                    | 1974                                      | Vassili Choukchine |
| Joies inattendues | ru:Нечаянные радости | produit et détruit en 1974                | Roustam Khamdamov |
| Journée folle, ou les Noces de Figaro | ru:Безумный день, или Женитьба Фигаро (спектакль)                                                                       | 3 aout 1974 à la télévision               | Valentine Ploutchek |
| Joyeux kaléidoscope film à sketchs avec Surprises après le quart de travail, Mon ami Knopik, qui sait tout, Katchkine va dans un sanatorium                                             | ru:Веселый калейдоскоп (фильм,1974) (Сюрпризы после смены, Мой друг Кнопик, который знает все, Качкин едет в санаторий) | 1974                                      | réalisés respectivement par Valeri Dmitrievitch Pozdniakov, Aleksandr Mikhaïlovitch Tchekmenev et Guennadi Grigorievitch Kharlan                      |
| Jusqu'à la dernière minute | ru:До последней минуты                                                                                                  | 4 mars 1974                               | Valeri Trofimovitch Issakov (ru) |
| Kourmangazy | ru:Курмангазы (фильм, 1974)                                                                                             | 1974                                      | Tourach Ibraïevitch Ibraïev (ru) et Boris Efimovitch Tetkine (ru)                                                                                     |
| Ksenia, l'épouse bien-aimée de Fiodor | ru:Ксения, любимая жена Фёдора                                                                                          | 23 décembre 1974                          | Vitali Melnikov |
| Kych et Deux-mallettes | ru:Кыш и Двапортфеля | 16 décembre 1974                          | Edouard Aleksandrovitch Gavrilov (ru) |
| Là où il y a de la fumée, il y a du feu | ru:Нет дыма без огня (фильм, 1972)                                                                                      | 5 aout 1974 à Moscou                      | Khabib Gousseïnov et Khodjadourdy Narliev (ru) |
| Lettre de jeunesse | ru:Письмо из юности | 11 mars 1974                              | Iouri Valentinovitch Grigoriev (ru) |
| Lev Gourytch Sinitchkine | ru:Лев Гурыч Синичкин (фильм)                                                                                           | 31 décembre 1974 à la télévision          | Aleksandr Arkadievitch Belinski (ru) |
| Le Lièvre Koska et la source | ru:Заяц Коська и родничок                                                                                               | 1974                                      | Iouri Aleksandrovitch Prytkov (ru) |
| Les Lièvres bleus, ou un voyage musical | ru:Синие зайцы, или Музыкальное путешествие                                                                             | 21 janvier 1974                           | Vitali Evguenievitch Aksionov (ru) |
| Livre ouvert | ru:Открытая книга (фильм, 1973)                                                                                         | 16 septembre 1974                         | Vladimir Fetine |
| Lot | ru:Жребий (фильм, 1974)                                                                                                 | 29 juillet 1974                           | Igor Matveïevitch Voznesseïski (ru) |
| La Lumière au bout du tunnel | ru:Свет в конце тоннеля (фильм)                                                                                         | 14 octobre 1974 à Moscou                  | Aloizs Brenčs |
| Maigret et la Vieille Dame | ru:Мегрэ и старая дама                                                                                                  | 1974 à la télévision                      | Viatcheslav Vladimirovitch Brovkine (ru) |
| Le Marché aux oiseaux | ru:Птичий рынок (мультфильм)                                                                                            | 1974                                      | Marianna Guertselevna Novogroudskaïa (ru) |
| Le Mariage de Kretchinski | ru:Свадьба Кречинского (фильм, 1974)                                                                                    | 1974                                      | Vladimir Egorovitch Vorobiov (ru) |
| Menteur incorrigible | ru:Неисправимый лгун | 24 mai 1974                               | Villen Abramovitch Azarov (ru) |
| Mes amis film à sketchs avec Le Vieux Professeur, Limace, Tatiana-Boris-Tabor, La Marche des Tchoukotski                                                                                | ru:Друзья мои (Старый учитель, Тихоход, Татьяна-Борис-Табор, Чукотский марш)                                            | 7 octobre 1974                            | réalisés respectivement par Aleksandr Alekseïevitch Pachovkine, Vsevolod Iakovlevitch Plotkine, Arkadi Samoïlovitch Kordon (ru) et Evgueni Gontcharov |
| Meurtre à l'anglaise | ru:Чисто английское убийство (фильм)                                                                                    | 14 décembre 1974 à la télévision          | Samson Samsonov |
| Minuit (film, 1973) | ru:Полуночник (фильм, 1973)                                                                                             | mars 1974 à Vilnius                       | Arūnas Žebriūnas |
| Moi et mes voisins | ru:Я и мои соседи (фильм,1973)                                                                                          | 8 juin 1974 à la télévision               | Rezo Tcharkhalachvili |
| Le Mois le plus chaud | ru:Самый жаркий месяц                                                                                                   | 21 octobre 1974                           | Iouli Karassik |
| Mon ami, Melekouch | ru:Мой друг — Мелекуш                                                                                                   | 1974 à Moscou                             | Anatoli Iakovlevitch Karpoukhine et Moukhamed Soiounkhanov (ru)                                                                                       |
| Mon brave homme | ru:Мой добрый человек                                                                                                   | 30 septembre 1974 à Moscou                | Ravil Ismaïlovitch Batyrov (ru) |
| Mon destin | ru:Моя судьба | 2 mai 1974 à la télévision                | Leonid Aristarkhovitch Ptchiolkine (ru) |
| Moscou - Cassiopée | ru:Москва — Кассиопея                                                                                                   | 23 septembre 1974                         | Richard Viktorov |
| Moscou, mon amour | ru:Москва, любовь моя                                                                                                   | 29 juin 1974 à Tokyo                      | Aleksandr Mitta et Kenji Yoshida (ja) (ceci est l'orthographe de son nom avec les graphèmes de l'anglais)                                             |
| Mousse de la flotte du Nord | ru:Юнга Северного флота                                                                                                 | 19 aout 1974                              | Vladimir Abramovitch Rogovoï (ru) |
| Muffin et ses drôles d'amis | ru:Мафин и его весёлые друзья                                                                                           | 1974                                      | Vladimir Serababine |
| Le Mystère du passage oublié | ru:Тайна забытой переправы                                                                                              | 4 février 1974 à Moscou                   | Soukhbat Madjidovitch Khamidov (ru) |
| N'aie pas peur, je n'abandonnerai pas! | ru:Не бойся, не отдам! (фильм, 1974)                                                                                    | 25 décembre 1974                          | Boleslavs Gavrielovitch Roujs |
| Né de la révolution | ru:Рождённая революцией                                                                                                 | 10 novembre 1974 à la télévision          | Grigori Romanovitch Kokhan (ru) |
| Nomination | ru:Назначение (фильм, 1973)                                                                                             | 23 juillet 1974 à la télévision           | Vladimir Grigorievitch Semakov |
| Le Nôtre parmi les autres | ru:Свой среди чужих, чужой среди своих                                                                                  | 11 novembre 1974 en URSS                  | Nikita Mikhalkov |
| Notre Terre | ru:Своя земля | 24 mai 1974 à la télévision               | Piotr Todorovski |
| Nous sommes des gars tenaces | ru:Мы - хлопцы живучие (фильм, 1974)                                                                                    | 17 juin 1974                              | Vladimir Stankevitch |
| La Nuit des erreurs | ru:Ночь ошибок (телеспектакль)                                                                                          | 1974 à la télévision                      | Mikhaïl Kozakov |
| L'Obier rouge | ru:Калина красная (фильм)                                                                                               | 25 mars 1974                              | Vassili Choukchine |
| Océan | ru:Океан (фильм,1973)                                                                                                   | 22 juillet 1974                           | Iouri Mikhaïlovitch Vychinski (ru) |
| Les oies et les cygnes volent | ru:Гуси-лебеди летят (фильм)                                                                                            | 1974                                      | Aleksandr Igorevitch Mouratov (ru) |
| Oiseaux au-dessus de la ville | ru:Птицы над городом | 19 aout 1974                              | Sergueï Nikonenko |
| Olechka cornes blanches | ru:Олешка белые рожки                                                                                                   | 1974                                      | Leonid Semionovitch Zaroubine (ru) |
| Oleg et Aïna | ru:Олег и Айна | 1974 à la télévision à Moscou             | Aleksandrs Leimanis |
| Option nord | ru:Северный вариант (фильм, 1974)                                                                                       | 17 décembre 1974                          | Olguerd Riksovitch Vorontsov |
| Origines | ru:Истоки(фильм) | 15 février 1974                           | Ivan Vladimirovitch Loukinski (ru) |
| Le pain sent la poudre à canon | ru:Хлеб пахнет порохом                                                                                                  | 17 juin 1974                              | Viatcheslav Aleksandrovitch Nikiforov (ru) |
| Parachutes sur les arbres | ru:Парашюты на деревьях                                                                                                 | 1974 à la télévision                      | Iossif Abramovitch Choulman (ru) |
| Pari | ru:Пари (фильм, 1974)                                                                                                   | 1er juin 1974 à la télévision             | Ramaz Charabidze (ru) |
| Pas une année ne passera... | ru:Не пройдет и года... (фильм, 1973)                                                                                   | 21 mars 1974 à la télévision              | Leopold Petrovytch Beskodarnyï (uk) |
| Pas un mot sur le football | ru:Ни слова о футболе                                                                                                   | 25 mars 1974                              | Issaak Semionovitch Maguiton (ru) |
| Pendre la crémaillère | ru:Новоселье (фильм, 1973)                                                                                              | 23 septembre 1974                         | Vassili Vassilievitch Iliachenko (ru) |
| Perce-neige | ru:Подснежники (фильм, 1974)                                                                                            | 1974                                      | Jardem Ismaïlovitch Baïtenov |
| Pères et fils | ru:Отцы и дети (телеспектакль)                                                                                          | 1974                                      | Alina Vassilievna Kazmina et Evgueni Roubenovitch Simonov (ru)                                                                                        |
| Personnages et mannequins | ru:Люди и манекены | 8 novembre 1974 pour le 1er épisode       | Vladimir Aleksandrovitch Khramov et Arkadi Raïkine |
| Petit mais courageux | ru:Мал, да удал (фильм, 1974)                                                                                           | 1974 à la télévision                      | Ilmourad Bekmiev et Moukhamed Soiounkhanov (ru) |
| Petit Raton laveur | ru:Крошка Енот | 1974 à la télévision                      | Oleg Dmitrievitch Tchourkine (ru) |
| Planète mystérieuse (film, 1974) | ru:Загадочная планета (мультфильм)                                                                                      | 1974                                      | Boris Viktorovitch Ardov (ru) |
| Le Plus Fort | ru:Самый сильный | 21 janvier 1974                           | Oleg Pavlovitch Nikolaïevski (ru) |
| Plus fort que la tempête | ru:Потоп (фильм, 1974)                                                                                                  | 2 septembre 1974 en Pologne               | Jerzy Hoffman |
| Les Pommes du Paradis | ru:Райские яблочки (фильм)                                                                                              | 9 décembre 1974                           | Gueorgui Borissovitch Choukine (ru) |
| Pommes rajeunissantes | ru:Молодильные яблоки (мультфильм)                                                                                      | 1974                                      | Ivan Semionovitch Aksentchouk (ru) |
| Le poney tourne en rond | ru:Пони бегает по кругу                                                                                                 | 31 juillet 1974                           | Lev Atamanov |
| Pont aérien | ru:Воздушный мост (фильм, 1974)                                                                                         | 1er septembre 1974 à Tbilissi             | David Evguenievitch Rondeli (ru) |
| Ponts | ru:Мосты (фильм) | 16 septembre 1974 à Moscou                | Vassili Iakovlevitch Paskarou (ru) |
| Le Porche doré | ru:Золотое крыльцо (фильм, 1972)                                                                                        | 11 février 1974                           | Ihor Ivanovytch Chychov (uk) |
| La Porte de la mer | ru:Морские ворота (фильм, 1974)                                                                                         | 1974 à la télévision                      | Sergueï Tarassov |
| Le Poulet d'Alionka | ru:Алёнкин цыплёнок | 1974                                      | Lev Nikolaïevitch Choukalioukov |
| Près de ces fenêtres | ru:Возле этих окон | 25 février 1974                           | Khassan Charifovitch Bakaïev (ru) |
| Printemps | ru:Родник (фильм, 1974)                                                                                                 | 1974                                      | Zourab Levanovitch Toutberidze (ru) |
| Prodelkine à l'école, série de trois dessins animés : Comment Prodelkin lisait le journal mural, Comment Prodelkin s'est battu pour réussir ses études, Comment Prodelkin s'est réformé | ru:Проделкин в школе (Как Проделкин читал стенгазету, Как Проделкин боролся за успеваемость, Как Проделкин исправился)  | 1974                                      | Valeri Mikhaïlovitch Ougarov (ru), Anatoli Alekseïevitch Petrov (ru) et Guennadi Sokolski                                                             |
| La Promesse du bonheur | ru:Обещание счастья (фильм, 1974)                                                                                       | 1974                                      | Lev Izraïlevitch Tsoutsoulkovski (ru) |
| Prométhée | ru:Прометей (мультфильм)                                                                                                | 1974                                      | Alexandra Snejko-Blotskaïa |
| Le Quai (film, 1973) | ru:Причал (фильм, 1973)                                                                                                 | 12 juin 1974 à la télévision              | Vadim Vassilievitch Kostromenko (ru) |
| Quatre dimanches | ru:Четыре воскресенья                                                                                                   | 20 novembre 1974 à la télévision          | Chamil Mahmudbeyov |
| Qui n'était rien... | ru:Кто был ничем... (фильм, 1974)                                                                                       | 28 mai 1974                               | Takhir Moukhtarovitch Sabirov (ru) |
| Le Quinzième Printemps | ru:Пятнадцатая весна | 13 mai 1974                               | Inna Toumanian |
| Le Raisin vert | ru:Терпкий виноград | 26 aout 1974 à Moscou                     | Bagrat Galoustovitch Oganessian |
| La Réalisation des vœux | ru:Исполнение желаний (фильм)                                                                                           | 13 mai 1974                               | Svetlana Droujinina |
| Rencontres et séparations | ru:Встречи и расставания                                                                                                | 15 juillet 1974 à Moscou                  | Elior Ichmoukhamedov |
| Le Requérant | ru:Абитуриентка (фильм)                                                                                                 | 27 mars 1974                              | Alekseï Aleksandrovitch Michourine (ru) |
| Réservé aux adultes (troisième édition) | ru:Только для взрослых (третий выпуск)                                                                                  | 1974                                      | Iefim Gambourg |
| Rhapsodie boréale | ru:Северная рапсодия (фильм)                                                                                            | 4 novembre 1974                           | Edouard Gaïkovitch Abalian (ru) |
| La Romance des amoureux | ru:Романс о влюблённых (фильм, 1974)                                                                                    | 10 novembre 1974                          | Andreï Kontchalovski |
| Sadouto Touto | ru:Садуто туто (фильм, 1974)                                                                                            | 5 janvier 1976 à Moscou                   | Almantas Stasio Grikiavitchious |
| Sans retour | ru:Возврата нет (фильм, 1973)                                                                                           | 8 avril 1974                              | Alekseï Saltykov |
| Le Secret de L.S.OU. (ловкий : agile – смелый : courageux – умелый : habile) | ru:Секрет ЛСУ | 1974                                      | Leonid Konstantinovitch Domnine |
| Seule parmi les hommes | ru:Одна среди людей | 13 mai 1974 à Moscou                      | Kamil Yarmatov |
| Seuls les vieux vont au combat | ru:В бой идут одни «старики»                                                                                            | 12 avril 1974                             | Leonid Bykov |
| Le Silence du Dr. Evans | ru:Молчание доктора Ивенса                                                                                              | 15 avril 1974                             | Boudimir Metalnikov |
| Si tu veux être heureux | ru:Если хочешь быть счастливым                                                                                          | 4 novembre 1974                           | Nikolaï Goubenko |
| Sokolovo | ru:Соколово (фильм) | 15 mai 1974 à Prague                      | Otakar Vávra |
| Sommets et racines | ru:Вершки и корешки | 1974                                      | Leonid Viktorovitch Nossyrev (ru) |
| Le Sourire d'une actrice | ru:Улыбка актрисы (фильм, 1974)\|7 juin 1974 à la télévision                                                            | Raouf Kazimovski                          | |
| Sous un ciel de pierre | ru:Под каменным небом                                                                                                   | 25 octobre 1974 en Norvège                | Knut Andersen (no) et Igor Maslennikov |
| Souviens-toi de ton nom | ru:Помни имя своё | 5 novembre 1974 à Varsovie                | Sergueï Kolossov |
| Le Stagiaire (film, 1973) | ru:Практикант (фильм, 1973)                                                                                             | avril 1974                                | Sergueï Nikolaïevitch Daniline (ru) |
| Star de l'écran | ru:Звезда экрана | 16 septembre 1974 en URSS                 | Vladimir Mikhaïlovitch Gorikker (ru) |
| Stars du football | ru:Футбольные звёзды (мультфильм)                                                                                       | 13 mai 1974                               | Boris Petrovitch Diojkine (ru) |
| Station de montagne | ru:Горная станция (фильм, 1974)                                                                                         | 17 juin 1974 à la télévision              | Khabiboullo Abdourazzakovitch Abdourazzakov (ru) et Anvar Bourkhanovitch Touraïev (ru)                                                                |
| Sur les traces des Tcharvadars | ru:По следам Чарвадаров                                                                                                 | 30 juillet 1974                           | Tofig Ismayilov |
| Tania | ru:Таня (фильм) | 13 novembre 1974                          | Anatoli Efros |
| Tchinara | ru:Чинара (фильм,1973)                                                                                                  | 21 octobre 1974 à la télévision à Moscou  | Zaguid Zarifovitch Sabitov (ru) |
| Tempêtes d'automne | ru:Осенние грозы (фильм, 1974)                                                                                          | 1974                                      | Vitali Anatolievitch Kalachnikov (ru) |
| Tigre recherché | ru:Требуется тигр (фильм, 1974)                                                                                         | 1974                                      | Batour Alimbekovitch Arabov |
| Toucher (film, 1973) | ru:Прикосновение (фильм, 1973)                                                                                          | 15 avril 1974 à Moscou                    | Rostislav Arkadievitch Goriaïev (ru) |
| Le Tour du potier | ru:Гончарный круг (фильм)                                                                                               | 2 juillet 1974 à la télévision            | Vadim Derbeniov |
| Touryndyka | ru:Турындыка | 1974                                      | Viktor Vassilievitch Krioutchkov |
| Tous les soirs après le travail | ru:Каждый вечер после работы                                                                                            | 14 janvier 1974                           | Konstantine Ierchov |
| Tout est à l'envers | ru:Всё наоборот (мультфильм, 1974)                                                                                      | 1974                                      | Mikhaïl Abramovitch Kamenetski (ru) |
| Le Traitement de Vassili | ru:Лечение Василия | 1974 à la télévision                      | Vladimir Ivanovitch Morozov (ru) |
| Le tram numéro dix arrivait..., réunion de trois dessins animés : Le tram numéro dix arrivait, Cavalier, À propos de Thomas                                                             | ru:Шёл трамвай десятый номер… (Шёл трамвай десятый номер…, Всадник, Про Фому)                                           | 24 avril 1974                             | Голованова, Наталия Евгеньевна fr=Natalia Ievguenevna Golovanova (ru)                                                                                 |
| Le Tsarevitch Proch | ru:Царевич Проша | 18 novembre 1974                          | Nadejda Kocheverova |
| Un cas inhabituel | ru:Необычный случай | 1er janvier 1974 à Tallinn                | Kaliou Ïokhannessovitch Komissarov (ru) |
| Un colis pour Svetlana | ru:Посылка для Светланы                                                                                                 | 1974 à la télévision                      | Valentine Fiodorovitch Kozatchkov (ru) et Vadim Grigorievitch Lyssenko (ru)                                                                           |
| L'un de nos garçons | ru:Свой парень (фильм, 1974)                                                                                            | 23 octobre 1974                           | Pavel Lioubimov |
| Un jour d'été film à sketchs avec Venez vers nous, venez, Les Mariés, Les Cloches du soir                                                                                               | ru:Однажды летом…(киноальманах,1973) (Ты приходи к нам, приходи', Жених и невеста, Вечерний звон)                       | 30 décembre 1974                          | réalisés respectivement par Guennadi Leonidovitch Vassiliev (ru), Boris Nikolaïevitch Nachtchiokine (ru) et Vladimir Gourguenovitch Saroukhanov       |
| Un printemps dans la forêt | ru:Родник в лесу (фильм)                                                                                                | 18 novembre 1974 à Moscou                 | Leïda Rikhardovna Laïous (ru) |
| Un sac de pommes | ru:Мешок яблок | 1974                                      | Vitold Ianovitch Bordzilovski (ru) |
| Une vie ne suffit pas | ru:Одной жизни мало | 11 octobre 1974 à Douchanbé               | Boris Kimiagarov |
| Vie personnelle | ru:Личная жизнь (фильм)                                                                                                 | 2 décembre 1974                           | Vladimir Zakharovitch Dovgan (ru) |
| La Vieille Forteresse | ru:Старая крепость (фильм, 1973)                                                                                        | 23 avril 1974                             | Mikhaïl Aleksandrovitch Belikov (ru) et Aleksandr Igorevitch Mouratov (ru)                                                                            |
| Les Vieux | ru:Старики (фильм, 1974)                                                                                                | 1974                                      | Aleko Ninoua |
| Les Vieux Murs | ru:Старые стены | 11 mars 1974                              | Viktor Tregoubovitch |
| Villes et années | ru:Города и годы (фильм, 1973)                                                                                          | 14 janvier 1974                           | Alexandre Zarkhi |
| Voici les cygnes | ru:Сюда прилетают лебеди                                                                                                | 3 juin 1974 à Moscou                      | Iouri Aleksandrovitch Boretski (ru) |
| Le vol est retardé | ru:Вылет задерживается                                                                                                  | 2 novembre 1974 à la télévision           | Leonid Gueorguievitch Mariaguine (ru) |
| Votre première heure | ru:Твой первый час | 16 septembre 1974                         | Arif Gadjiogly Babaïev (ru) |

## Remarque
- Et pourtant je crois (en russe : И всё-таки я верю…) [233] produit en 1974 et réalisé par Marlen Khoutsiev, Elem Klimov, Guerman Nikolaïevitch Lavrov (ru) et Mikhaïl Romm ne sort que le 26 aout 2007